# Gorodischtsche (Wolgograd)
Gorodischtsche (russisch Городи́ще) ist eine Siedlung städtischen Typs in der Oblast Wolgograd (Russland) mit 21.381 Einwohnern (Stand 14. Oktober 2010).

## Geographie
Die Siedlung liegt etwa zehn Kilometer nordwestlich des Zentrums Oblasthauptstadt Wolgograd und schließt unmittelbar an diese an.
Gorodischtsche ist Verwaltungszentrum des gleichnamigen, 1977 gegründeten Rajons Gorodischtsche.

## Geschichte
Das Dorf Gorodischtsche wurde 1827 von Umsiedlern aus dem Dorf Uwarowo des Ujesds Borissoglebsk (damaliges Gouvernement Tambow) gegründet. Bis 1842 siedelten sich hier, an den Bächen Mokraja Metschetka und Korennaja weitere Bauern an. Besonders viele Umsiedler der zweiten Welle stammten aus dem Dorf Gorodischtsche des Ujesds Borissoglebsk, sodass das neue Dorf denselben Namen erhielt.
Da das Wort gorodischtsche im Russischen allgemein für Überreste ehemaliger Siedlungen oder Befestigungen steht, besagt eine andere, unwahrscheinlichere Version, das Dorf sei an Stelle mehrerer kleinerer Tatarensiedlungen entstanden. Der Legende nach soll sich der Emir (oder Khan) Mamai der Goldenen Horde vor der Schlacht auf dem Kulikowo Pole 1380 mit seinen Reitertruppen an der Mokraja Metschetka aufgehalten haben. Ab 1718 verlief hier die Zarizyner Verteidigungslinie an der damaligen Südgrenze des Russischen Reiches; unweit befand sich deren Festung Metschetnaja.
Der heute zu Gorodischtsche gehörende Flecken (Chutor) Kamenny Bujerak wurde ebenfalls am Anfang des 19. Jahrhunderts von christianisierten Kalmücken gegründet und nannte sich daher anfangs Kalmyzkaja kolonija („Kalmückenkolonie“).
Im Zweiten Weltkrieg lag der Ort während der Schlacht von Stalingrad im unmittelbaren Bereich der Kampfhandlungen. Der nach dem genannten Emir Mamai benannte, während der Schlacht stark umkämpfte Mamajew-Hügel ist nur acht Kilometer entfernt.
1959 erhielt Gorodischtsche den Status einer Siedlung städtischen Typs.

### Bevölkerungsentwicklung
| Jahr | Einwohner |
| ---- | --------- |
| 1939 | 3.311     |
| 1959 | 6.715     |
| 1970 | 7.874     |
| 1979 | 10.559    |
| 1989 | 15.049    |
| 2002 | 19.466    |
| 2010 | 21.381    |

Anmerkung: Volkszählungsdaten

## Kultur und Sehenswürdigkeiten
In und um Gorodischtsche befindet sich eine Reihe an die Schlacht von Stalingrad erinnernder Gedenkstätten, so das Memorial Soldatskoje Pole („Soldatenfeld“) am westlichen Ortsrand unmittelbar an der Fernstraße M6 sowie verschiedene, als Mahnmale aufgestellte Kriegsgeräte.
Die Siedlung besitzt zwei russisch-orthodoxe Kirchen, eine davon die zwischen 1850 und 1900 erbaute Kirche der Ikone der Gottesmutter „Aller Trauernden Freude“ (церковь иконы Божией Матери „Всех скорбящих Радость“/zerkow ikony Boschijei Materi „Wsech skorbjaschtschich Radost“), welche momentan restauriert wird.

## Wirtschaft und Infrastruktur
Gorodischtsche ist Zentrum eines Landwirtschaftsgebietes mit verschiedenen Betrieben zur Verarbeitung landwirtschaftlicher Produkte. In den letzten Jahrzehnten wuchs der Ort insbesondere wegen der Nähe zur Großstadt Wolgograd, als Wohnsiedlung und Standort verschiedener Versorgungseinrichtungen und -betriebe.
Bei der Siedlung befindet sich die Station Rasguljajewka der auf diesem Abschnitt 1871 eröffneten Eisenbahnstrecke Moskau–Wolgograd (Streckenkilometer 1062). Westlich an Gorodischtsche führt die Fernstraße M6 vorbei, die ebenfalls Moskau mit Wolgograd verbindet und weiter nach Astrachan führt.

## Persönlichkeiten
- Wladimir Katschalow (1890–1941), Generalleutnant, geboren in Gorodischtsche
- Elli na makowom pole (* 1998), Singer-Songwriterin, geboren in Gorodischtsche